# Tworóg (gmina)

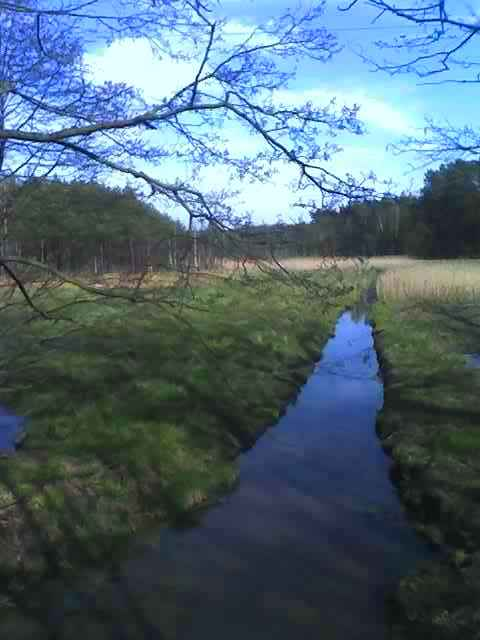
Graniczna Woda, Rezerwat Dębów Boruszowickich

Tworóg – gmina wiejska w Polsce położona w województwie śląskim, w powiecie tarnogórskim. W latach 1975–1998 gmina administracyjnie należała do województwa katowickiego. Siedziba gminy to Tworóg.

## Położenie
Administracyjnie gmina Tworóg jest położona w północnej części powiatu tarnogórskiego i sąsiaduje z miastami:
- Tarnowskie Góry, Lubliniec, Kalety, Miasteczko Śląskie (na odcinku ok. 100 m)

oraz gminami:
- Krupski Młyn, Zbrosławice (powiat tarnogórski)
- Wielowieś (powiat gliwicki)
- Koszęcin (powiat lubliniecki)

Geograficznie gmina leży na wschodnich krańcach Niziny Śląskiej, stanowiąc część Obniżenia Małej Panwi. Najwyższy punkt gminy, wzgórze przy trakcie z Mikołeski do Bruśka, wynosi 280 m n.p.m.
W poprzek gminy, z południowego wschodu na północny zachód, przebiega dolina rzeki Stoły. Gminę w większości porastają lasy będące częścią kompleksu leśnego Lasów Lublinieckich, tylko południowo-zachodni skrawek to tereny rolnicze. Gleby to głównie mało żyzne bielice.
Rzeki przepływające przez gminę to:
- Mała Panew
- Stoła
- Graniczna Woda
- Ligancja
- Dębnica
- Blaszynówka
- Brzeźnica
- Małokrzywa

## Historia
Początki prehistorycznego osadnictwa w dolinie Stoły sięgają epoki mezolitu. Badania prowadzone w latach 1928–1934 odkryły w okolicy Boruszowic i Mikołeski zabytki archeologiczne, takie jak luźne narzędzia kamienne i rogowe oraz ceramikę neolityczną.
Duże zalesienie i mało urodzajne gleby nie sprzyjały zaludnianiu tych obszarów. Najwcześniejsze osady będące protoplastami dzisiejszych wsi leżących na terenie gminy Tworóg powstały w XIII w. w południowo-zachodniej części gminy: Połomia i Wojska utrzymywały się z rolnictwa, Świniowice z wypasu świń i bartnictwa. Podczas trwającego wówczas rozbicia dzielnicowego ziemie te, najeżdżane przez husytów, należały do księstwa bytomskiego, a po jego podziale do księstwa toszeckiego. Jedynie Połomia znalazła się poza jego granicami.
Pod koniec XV w. omawiane tereny wraz z całym księstwem toszeckim inkorporowano do księstwa opolskiego, które po śmierci ostatniego piastowskiego księcia opolskiego jako lenno króla Czech weszło w XVI w. pod bezpośrednie panowanie Habsburgów, zasiadających na tronie czeskim. Okres ten to także rozrost osadnictwa w dolinie Stoły związany z rozwojem przemysłu hutniczego w dorzeczu Małej Panwi. Obecność płytko zalegających rud darniowych, okolicznych lasów i rzeki sprzyjały powstawaniu lokalnych zakładów kuźniczych, gdzie do wytopu oraz obróbki żelaza używano węgla drzewnego oraz energii nurtu rzeki.

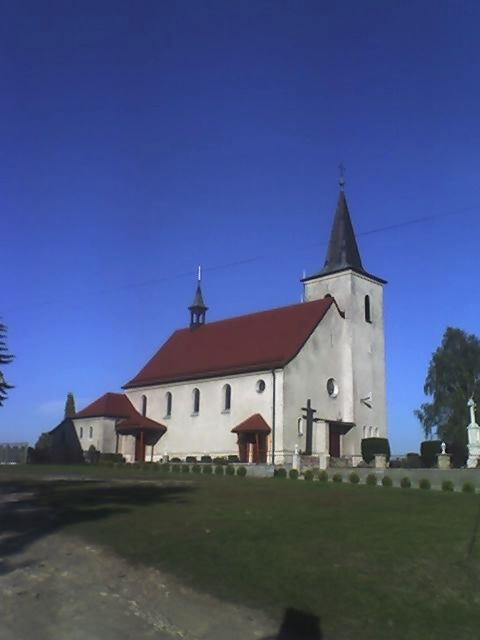
Kościół Najświętszego Serca Pana Jezusa w Wojsce

W 1417 r. wzmiankowano kuźnicę w dzisiejszym Hanusku pod nazwą Cleywerk, na 1530 r. datuje się kuźnice w Tworogu i Kotach, a na 1598 r. w Brynku. Przy zakładach tworzyły się i rozwijały osady będące zaczynkiem dzisiejszych wsi ulokowanych wzdłuż biegu Stoły. W 1690 r. powstała Mikołeska jako osada dla pracowników gospodarki leśnej, w podobnym celu założono w 1754 r. Nową Wieś Tworoską. Na 1743 r. wzmiankuje się Boruszowice, gdzie także wytapiano żelazo.
Powstające wsie poprzez transakcje handlowe bądź procesy dziedziczenia stawały się prywatną własnością kolejnych europejskich rodów szlacheckich. Rody te, jak rodzina Colonna-Fels pochodząca z Tyrolu, rodzina Verdugo mająca swe korzenie w Katalonii, czy koszęcińska rodzina książęca Hohenlohe-Ingelfingen pochodząca z okolic Wirtembergii, były kolejno właścicielami miejscowych dóbr aż do 1945 r.
Do 1742 r. obszary dzisiejszej gminy Tworóg znajdowały się w granicach monarchii Habsburgów, leżąc w księstwie opolsko-raciborskim. Wtedy, po podbiciu Śląska przez Królestwo Prus, weszły w skład tegoż królestwa jako część prowincji śląskiej. Lokalne hutnictwo funkcjonowało tutaj do XIX w., kiedy postęp technologiczny w postaci opalania pieców hutniczych koksem oraz wykorzystania energii maszyn parowych wpłynął na rozwój tej gałęzi przemysłu gdzie indziej. Małe, prywatne hutnictwo żelaza w dolinie Stoły zanikło, lecz wioski z nim związane przetrwały do dziś.
W drugiej połowie XIX i w pierwszej XX w. ziemie te jako część Prus wchodziły w skład kolejnych państw niemieckich. Były one objęte działaniami II i III powstania śląskiego. U schyłku III powstania śląskiego w tworoskim pałacu kwaterował sztab Grupy „Północ” wojsk powstańczych. Ostatecznie jedynie Boruszowice i Mikołeska zmieściły się w granicach II Rzeczypospolitej, pozostałe miejscowości pozostały w obrębie Rzeszy Niemieckiej.
Gmina zbiorowa Tworóg powstała po II wojnie światowej (w grudniu 1945) w powiecie gliwickim na terenie tzw. Ziem Odzyskanych (tzw. I okręg administracyjny – Śląsk Opolski), powierzonym 18 marca 1945 administracji wojewody śląskiego, a z dniem 28 czerwca 1946 przyłączonym do woj. śląskiego (śląsko-dąbrowskiego). 6 lipca 1950 zmieniono nazwę woj. śląskiego na katowickie.

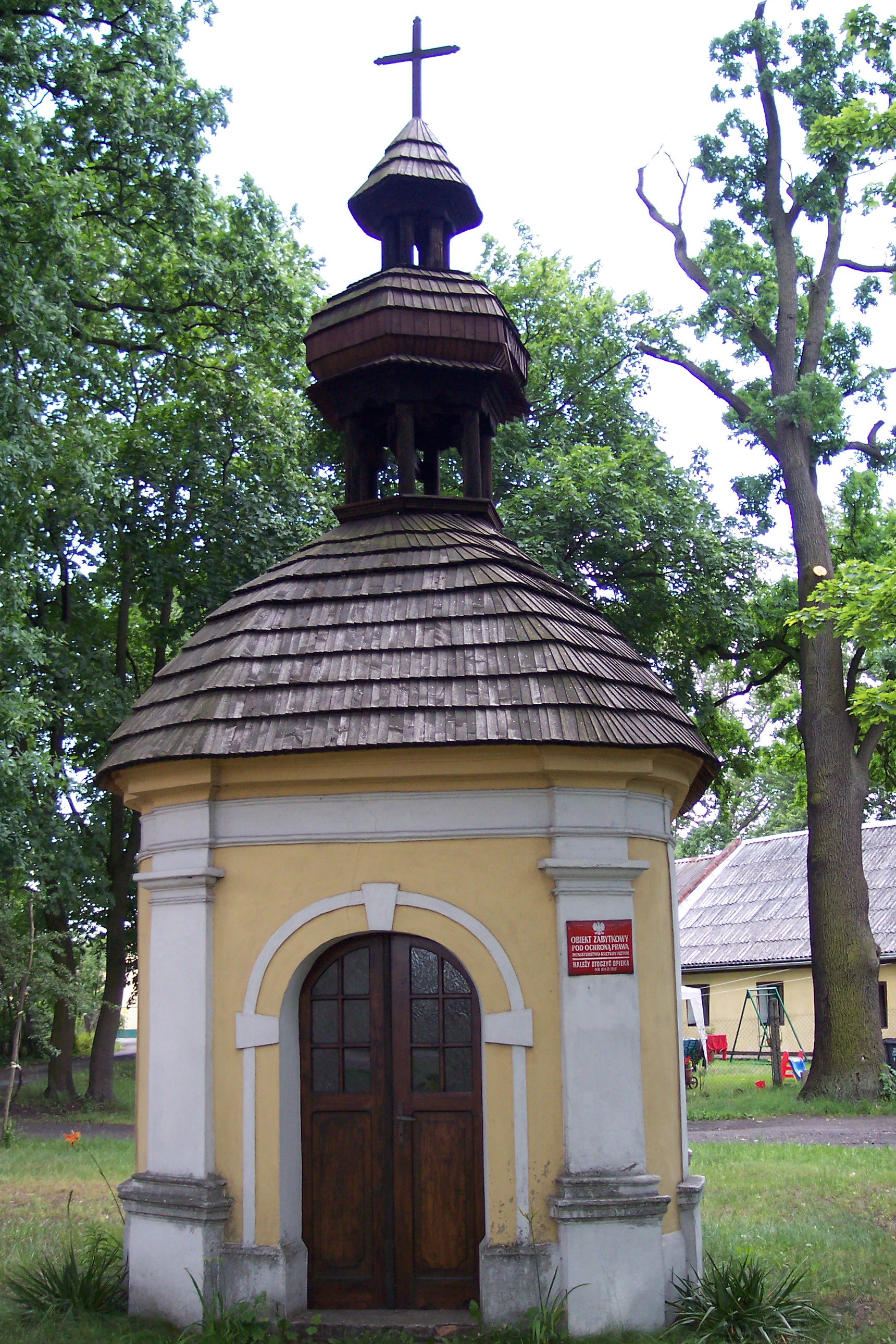
Kaplica przypałacowa w Tworogu

1 kwietnia 1951 gminę Tworóg przyłączono do powiatu tarnogórskiego w tymże województwie. Według stanu z 1 lipca 1952 gmina składała się z 9 gromad: Brynek, Hanusek, Kot, Nowa Wieś Tworoska, Połomia, Potępa, Świniowice, Tworóg i Wojska. 9 marca 1953 woj. katowickie przemianowano na stalinogrodzkie. Gmina została zniesiona 29 września 1954 wraz z reformą wprowadzającą gromady w miejsce gmin.
Jednostkę reaktywowano 1 stycznia 1973 w tymże powiecie i województwie. W jej skład weszły obszary 7 sołectw: Brynek, Kot, Nowa Wieś Tworoska, Połomia, Świniowice, Tworóg i Wojska.
1 lutego 1977 do gminy Tworóg włączono obszar zniesionej gminy Krupski Młyn oraz obszary sołectw Boruszowice, Hanusek i Mikołeska z Tarnowskich Gór.
2 kwietnia 1992 z gminy Tworóg wyodrębniono reaktywowaną gminę Krupski Młyn.
W 2013 na terenie gminy oddano do użytku śmigłowcowe lądowisko Brynek.
1 stycznia 2019 doszło do wymiany części obszarów między gminą Tworóg a Tarnowskimi Górami: do gminy Tworóg włączono części obszaru obrębu ewidencyjnego Pniowiec (to jest działek ewidencyjnych nr 232/41, 1438/41 i 1439/41, o łącznej powierzchni 2,56 ha), a wyłączono z niej części obszaru obrębu ewidencyjnego Hanusek (to jest działek ewidencyjnych nr 111/23, 191/44, 192/43, 226/21, 227/21, 228/22 i 231, o łącznej powierzchni 18,90 ha).

## Miejscowości
Wsie sołeckie leżące na terenie gminy:
- Boruszowice
- Brynek
- Hanusek
- Koty
- Mikołeska
- Nowa Wieś Tworoska
- Połomia
- Świniowice
- Tworóg (siedziba gminy)
- Wojska

## Powierzchnia
Według danych GUS z 2005 r. gmina Tworóg ma obszar 124,92 km², w tym:
- użytki leśne: 72,7%
- użytki rolne: 22,1%

Gmina stanowi 19,4% powierzchni powiatu.

## Demografia
Według danych z końca 2014 roku gminę zamieszkuje:
| Opis                              | Ogółem | Ogółem | Kobiety | Kobiety | Mężczyźni | Mężczyźni |
| --------------------------------- | ------ | ------ | ------- | ------- | --------- | --------- |
| Jednostka                         | osób   | %      | osób    | %       | osób      | %         |
| Populacja                         | 8073   | 100    | 4007    | 49,6    | 4066      | 50,4      |
| Gęstość zaludnienia [mieszk./km²] | 64,62  | 64,62  | 32,1    | 32,1    | 32,5      | 32,5      |

## Zabytki
Obiekty na terenie gminy wpisane do rejestru zabytków:

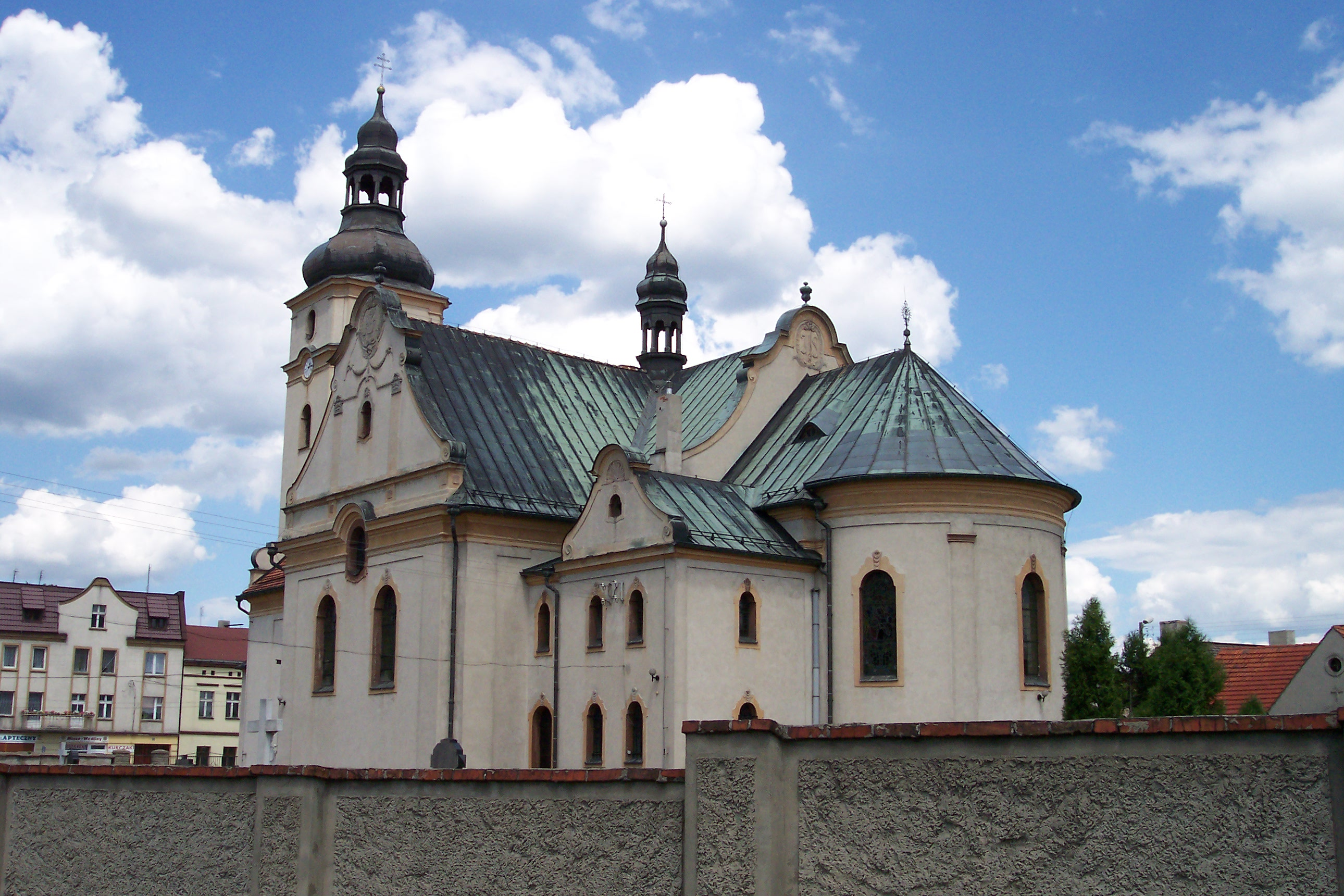
Kościół św. Antoniego w Tworogu

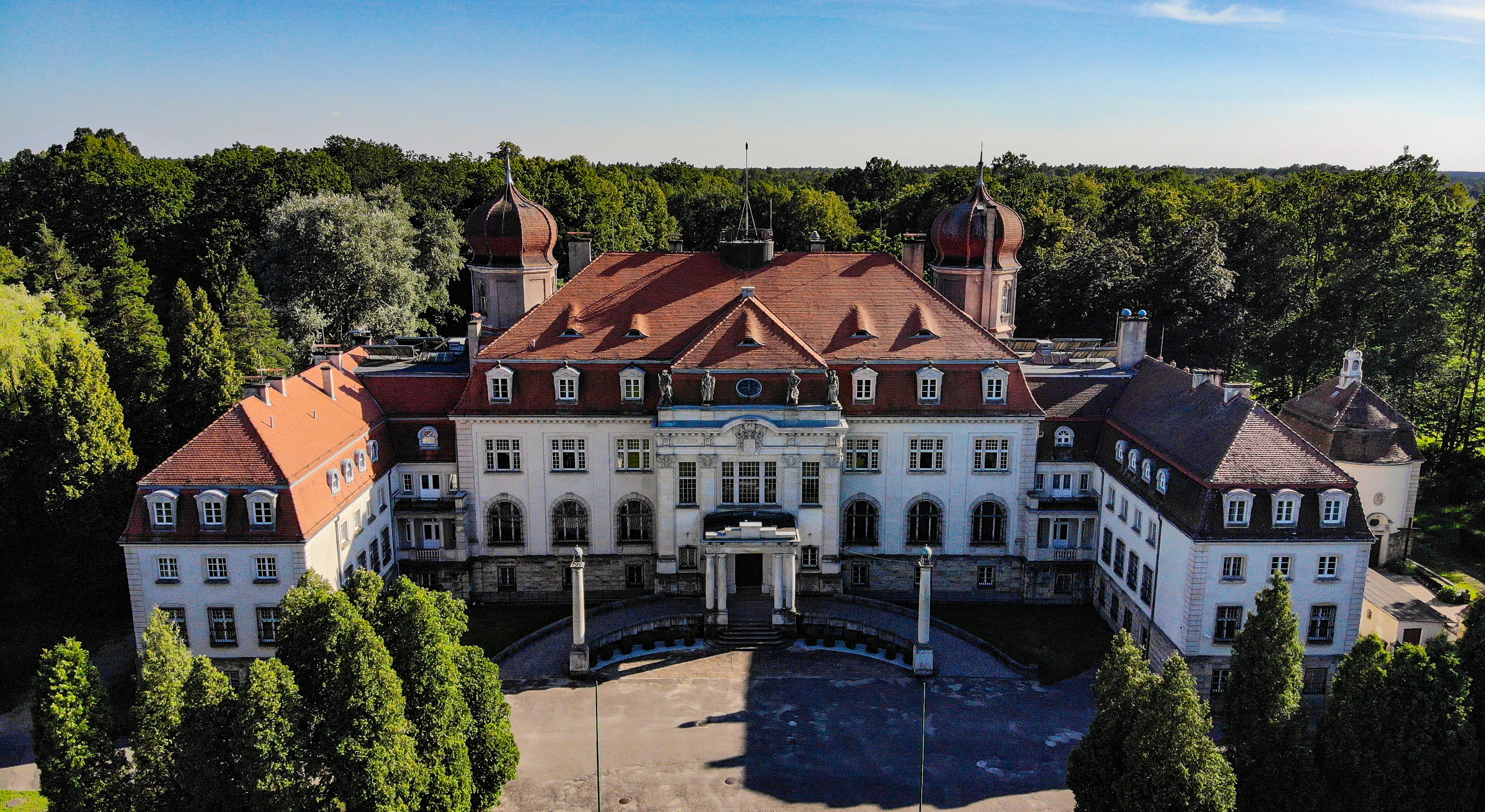
Pałac w Brynku

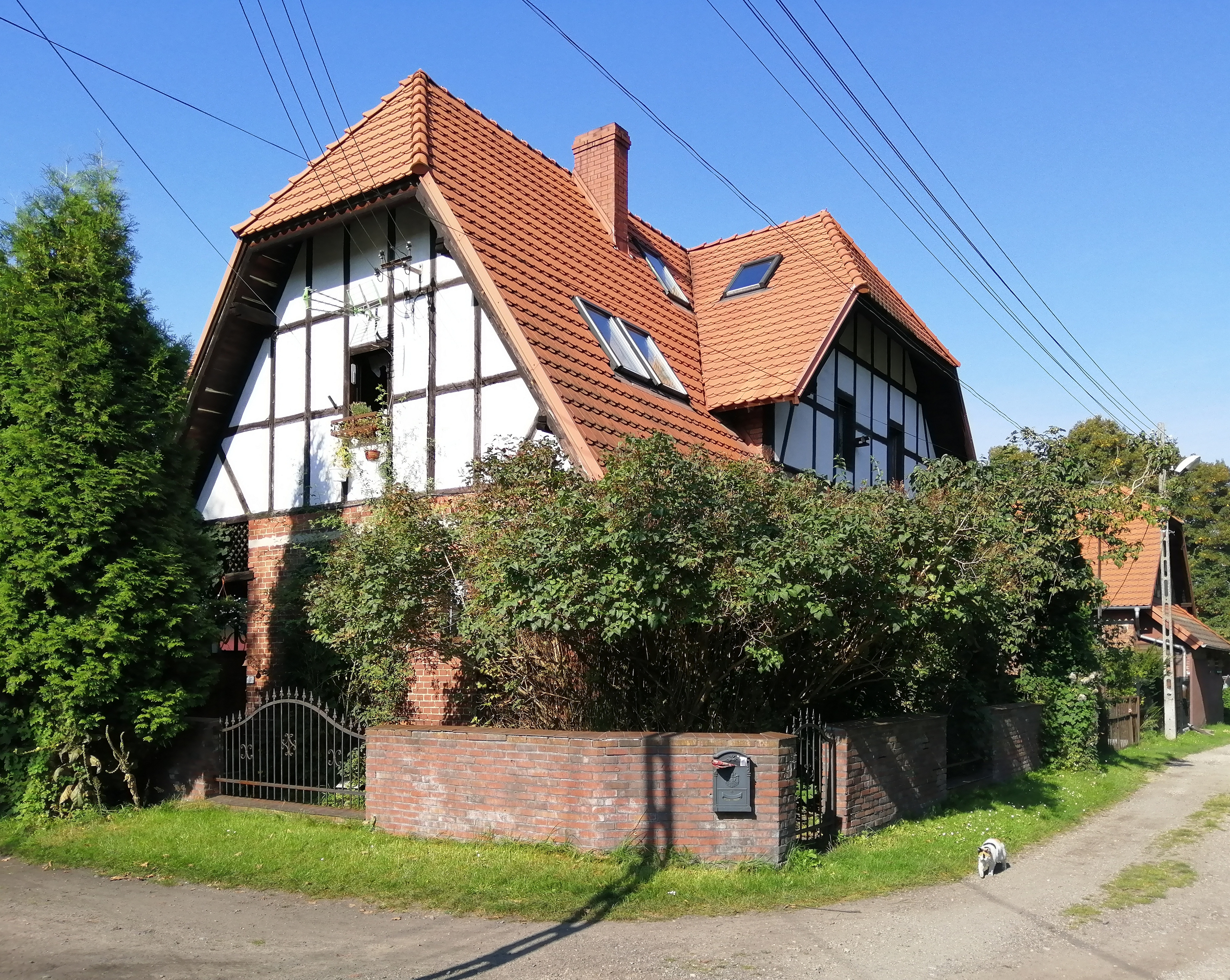
Jeden z budynków należących do Kolonii Fabrycznej w Boruszowicach

### Tworóg
- ul. Kościelna 2
  - barokowy kościół parafialny pw. św. Antoniego Padewskiego z lat 1815–1817, przebudowany w latach 1905–1907 na styl neobarokowy, ołtarz główny z XVII w.
- ul. Zamkowa 16
  - pałac rokokowo-klasycystyczny wzniesiony w XVIII w. i przebudowywanym w latach 1802 i 1923, od frontu widoczny ryzalit z wnęką i balkonem wspartym na kolumnach, dach mansardowy dawniej kryty gontem, przy pałacu kaplica sprzed 1796 r.
- ul. Plac Wolności 1
  - drewniany i tynkowany budynek z 1826 r.
- skrzyżowanie ul. Zamkowej i Grunwaldzkiej
  - przydrożna kaplica z XVII w., odnowiona w XIX w.

### Brynek
- ul. Park 4
  - eklektyczny pałac z pierwszej połowy XIX w., otoczony zabudowaniami z lat 1906–1910, w tym okazałą wieżą ciśnień

### Koty
- ul. Szkolna 7
  - barokowy kościół parafialny pw. św. Piotra i Pawła z lat 1714–1715

### Boruszowice
- ul. Obrońców Pokoju / ul. Składowa / ul. Armii Krajowej
  - zespół osiedla robotniczego „Kolonia Fabryczna” wybudowanego dla pracowników miejscowej fabryki z przełomu XIX i XX w.; domy w większości konstrukcji szkieletowej oraz kilka familoków
  - dawny kościół parafialny pw. Matki Boskiej Bolesnej w świetlicy fabrycznej z 1910 r., zaadaptowany do celów sakralnych w 1970 r.

## Inne historyczne obiekty na terenie gminy

### Tworóg
- ul. Kolejowa
  - piętrowy budynek mieszkalny z 1880 r.
  - murowana wieża wodna o stalowej konstrukcji z 1900 r.
  - parterowa nastawnia z 1914 r.
  - dworzec kolejowy zbudowany ok. 1860 r. na linii Tarnowskie Góry–Opole zbudowanej w 1857 r.
- ul. Lubliniecka
  - kapliczka z 1812 r. przy rozwidleniu ul. Lublinieckiej i Kotowskiej
  - dom mieszkalny z XIX w. na planie koła, z piętrowym ryzalitem, kryty papą
- ul. Młyńska
  - kapliczka słupowa z końca XIX w.
- ul. Nowowiejska
  - pompa strażacka z ok. 1900 r.
  - dwie drewniane chałupy z pierwszej i drugiej połowy XIX w.
  - krzyż przydrożny z ok. 1910 r.
  - szkoła podstawowa im. Powstańców Śląskich, ściana frontowa licowana cegłą, na ryzalicie zegar
- ul. Plac Wolności
  - grób nieznanego żołnierza polskiego poległego we wrześniu 1939 r.
  - kamienica z ok. 1890 r.
  - krzyż z ok. 1890 r.
  - cmentarz z początku XIX w. z nagrobkami z 1880 r.
  - kaplica cmentarna z początku XX w.
  - figura Matki Boskiej Bolesnej z końca XIX w.
- ul. Zamkowa
  - piętrowy dom mieszkalny ze wstawkami szczytowymi i konstrukcją szkieletową z 1910 r. (wewnątrz mieści się poczta)
  - dom mieszkalny z początku XX w.
  - krzyż przydrożny z 1919 r.

### Brynek
- ul. Dworcowa

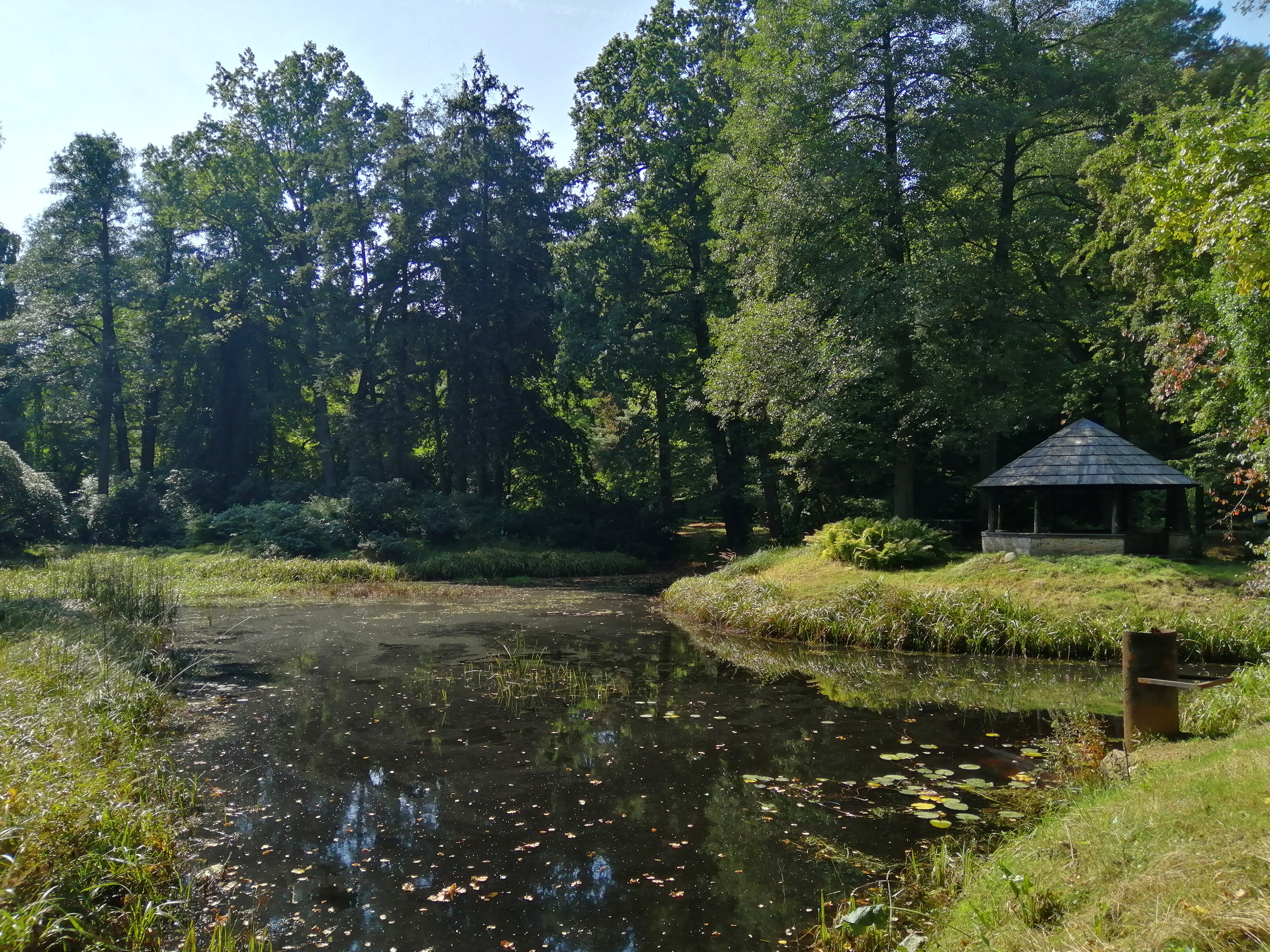
Ogród botaniczny w Brynku

  - dworzec z ekspedycją z 1918 r. wraz z nastawnią szkieletową i budynkami mieszkalnymi z 1923 r.
- ul. Wiejska
  - dwa parterowe domy z końca XIX w.
  - dwa przydrożne krzyże z ok. 1900 r.

### Boruszowice
- ul. Batalionów Chłopskich
  - budynek z dachem naczółkowym i wieżyczką z ok. 1900 r. (na parterze poczta)
  - przydrożny krzyż dziękczynny wystawiony w 1946 r. za ocalenie wsi podczas wojny
- ul. Fabryczna
  - zabudowania dawnej fabryki papieru powstałej w 1924 r. na miejscu fabryki materiałów wybuchowych z 1894 r., maszyny papiernicze ścieralni i kotłowni z 1929 r.
- ul. Romualda Traugutta
  - kapliczka św. Jana Nepomucena z połowy XIX w.
  - krzyż z 1886 r. z polską tablicą inskrypcyjną
- ul. Słowiańska
  - budynek polskiego urzędu celnego z okresu międzywojennego
- ul. Sosnowa
  - piętrowy dom mieszkalny z ok. 1900 r.

### Hanusek
- ul. Bolesława Chrobrego
  - drewniana chałupa i dom z połowy XIX w.
  - krzyż przydrożny z 1902 r.
  - krzyż przydrożny z 1898 r.
  - budynek niemieckiego urzędu celnego z okresu międzywojennego

### Koty
- ul. Szkolna
  - drewniane przedszkole z ok. 1925 r.
  - dwa domy mieszkalne z końca XIX w.
  - kapliczka z XVIII w. na wzgórzu na północ od kościoła
  - kapliczka z końca XIX w.
  - cmentarz z nagrobkami z końca XIX w.
- ul. Tarnogórska
  - krzyż przydrożny z ok. 1900 r.
- przysiółek Wesoła
  - kapliczka z połowy XIX w. na miejscu cmentarza cholerycznego z pierwszej połowy XVIII w.

### Mikołeska
- ul. Kaletańska
  - krzyż przydrożny z 1920 r.
- ul. Pniowiecka
  - budynek mieszkalny z przełomu XIX i XX w., z dachem naczółkowym (stara szkoła, obecnie świetlica)

### Nowa Wieś Tworoska
- ul. Piaskowa
  - krzyż z ok. 1910 r.

### Połomia
- ul. 1 Maja
  - krzyż przydrożny z 1901 r.
  - dwie kaplice słupowe z 1900 i 1910 r.
- ul. Bytomska
  - budynek mieszkalny z końca XIX w. (stara szkoła, obecnie świetlica)

### Świniowice
- ul. Wiejska
  - kaplica pw. Nawiedzenia Najświętszej Maryi Panny z 1901 r.
  - chałupa drewniana z pierwszej połowy XIX w., kryta słomą

### Wojska
- ul. Powstańców Śląskich
  - dwa przydrożne krzyże z 1892 i 1893 r.
  - kaplica z końca XIX w.
  - kościół parafialny pw. Najświętszego Serca Pana Jezusa z 1934 r.
- ul. Szkolna
  - kaplica z ok. 1900 r.

## Przyroda
Lasy porastające gminę Tworóg to suche bory sosnowe z dominującą sosną przy domieszce modrzewia i świerku oraz dębu i buka. Z fauny pospolicie występują tutaj dziki, lisy, sarny i jelenie, a także bobry i daniele. Coraz rzadziej pojawiają się żurawie, bociany czarne i bieliki.
Na szczególną uwagę zasługuje 40-hektarowy park z ogrodem botanicznym założony w 1829 r. wokół pałacu w Brynku. W parku rośnie 3500 gatunków roślin, jest tu również kompleks wodny, alpinarium i rozarium.
Koło Boruszowic leży były Rezerwat Dębów Boruszowickich. W Połomi istnieje kompleks stawów, obok Mikołeski znajduje się torfowisko, natomiast w przysiółku Krywałd trutowisko.

## Turystyka i rekreacja
Teren gminy Tworóg jest nietypowy dla obecnego wschodniego Górnego Śląska, który został zmieniony w dużej części przez czynniki antropogeniczne. Teren gminy pokazuje wygląd Górnego Śląska sprzed rewolucji przemysłowej. Drobny przemysł nie stanowi zagrożenia ekologicznego, a obecność dużej ilości kompleksów leśnych czyni z niej dobre miejsce wypoczynku.
Przez gminę przebiegają znakowane szlaki turystyczne:
- pieszy  Szlak Stulecia Turystyki,
- rowerowe: Leśno Rajza, Leśno Uciecha.

## Transport
Przez gminę przechodzi droga wojewódzka nr 907 oraz droga krajowa nr 11.
Komunikację publiczną na terenie gminy organizuje Zarząd Transportu Metropolitalnego (do 31 grudnia 2018 Międzygminny Związek Komunikacji Pasażerskiej w Tarnowskich Górach) w formie autobusowych tras międzygminnych (linia główna 129 oraz linie 78, 143 i 180) oraz mikrobusowych tras lokalnych (linie 742, 743, 747, 748).